# 卡爾法拉克斯 (加利福尼亞州)
卡爾弗拉克斯（英語：Calflax）是位於美國加利福尼亞州弗雷斯諾縣的一個非建制地區。該地的面積和人口皆未知。

## 地理
卡爾弗拉克斯的座標為36°20′33″N 120°06′11″W / 36.34250°N 120.10306°W，而該地的平均海拔高度為84米（即276英尺）。